# Rixton-with-Glazebrook
Rixton-with-Glazebrook est une paroisse civile du Cheshire, en Angleterre.